# Pterolophia bryanti
Pterolophia bryanti là một loài bọ cánh cứng trong họ Cerambycidae.